# Ергометрія
Ергометрія (дав.-гр. ergon робота + metreo міряти, вимірювати) — сукупність методів і прийомів вимірювання фізичної роботи і рівня працездатності людини шляхом реєстрації її м'язової роботи. Реєстрація і запис м'язової роботи проводиться за допомогою спеціальних приладів — ергометрів і ергографів. У медичній практиці великої популярності набули велоергометр, який використовують для вимірювання роботи, що здійснюється людиною при обертанні педалей нерухомого велосипеда,[джерело?] і тредмілергометр — для вимірювання роботи, що здійснюється при ходьбі або бігу по рухомій доріжці[джерело?].
Дозована м'язова робота на ергометрі з одночасним електрокардіографічним і медичним спостереженням дозволяє визначити фізичну працездатність людини, оцінити рівень фізичних можливостей організму.[джерело?]

## Види
- Пряма
- Непряма

Ергометрія — це сукупність діагностичних методів, завдяки яким вимірюється виконувана людиною фізична робота і оцінюється рівень працездатності. Прямі методи ергометрії засновані на прямому визначенні роботи, яку може виконати людина за допомогою різних навантажень. Це необхідно для оцінки стану здоров'я спортсменів, льотчиків, військовослужбовців тощо. Широко поширені також непрямі методи, такі як гарвардський степ-тест, степ-ергометри, непряме визначення максимального споживання кисню.